# Гусейнов, Фирудин Гусейн оглы
Фирудин Гусейн оглы Гусейнов (азерб. Firudin Hüseyn oğlu Hüseynov; 10 ноября 1937, Новоивановка, Кедабекский район — 28 ноября 2004, Баку) — доктор филологических наук, профессор, заслуженный деятель науки Азербайджанской Республики, ученый в области русистики.

## Биография
Фирудин Гусейн оглы Гусейнов родился 10 ноября 1937 года в селе Новоивановка Кедабекского района Азербайджанской ССР.  

### Обучение
В 1955 году окончил с отличием среднюю школу. 
В 1960 году Ф.Гусейнов с отличием окончил Институт языков имени М. Ф. Ахундова, в институте получал Сталинскую стипендию. 
В том же году поступил в аспирантуру при Московском Государственном Университете им. М.В. Ломоносова. 
С 1963 — 1965 годы преподавал в родном институте. 
С 1965 — 1990 годы работал в Азербайджанском государственном университете старшим преподавателем, заведующим кафедрой практического курса русского языка, кафедрой русского языкознания, проректором. 
С 1990 — 1997 годах был ректором Института русского языка и литературы имени М. Ф. Ахундова.
В 1967 году стал кандидатом наук.
В 1972 году — доцентом. 
В 1979 году — доктором наук. 
В 1983 году — профессором.
Ф. Г. Гусейнов был один из первых докторов наук в области русистики в Азербайджане, специалист в области фразеологии.
Профессору Ф. Г. Гусейнову принадлежат заслуги в создании новых программ и учебников по русскому языку. Благодаря предложенным им лингвометодическим основам описания русского языка как неродного, содержанием и целью преподавания стало обучение речи, а не грамматической системе. Учебники, написанные по его программам, были направлены на развитие речевых навыков.
По инициативе Ф. Гусейнова в 1990—1993 годах были созданы новые программы по всем предметам, которые преподавались в институте.

## Профессиональная деятельность
Под руководством профессора Ф. Г. Гусейнова написаны 6 кандидатских и одна докторская диссертации. В 1985 году на общественных началах им был создан Сектор фразеологического словаря русского языка, который в настоящее время успешно продолжает свою работу. С 1990 по 1992 годы Ф. Гусейнов был председателем спецсовета по защите докторских диссертаций, с 1992 по 1993 — председателем совета по защите кандидатских диссертаций, с 1995 — член Специализированного совета по защите докторских диссертаций при Институте языкознания имени И. Насими АН Азербайджанской Республики. Профессор Ф. Гусейнов также был научным редактором «Русско-азербайджанского фразеологического словаря», членом редколлегии «Большого азербайджанско-русского словаря».
В 1980-е годы Ф.Гусейнов состоял в методическом совете по русскому языку при Министерстве просвещения СССР. В эти же годы он возглавлял Учебно-методический Совет по русскому языку при Министерстве просвещения Азербайджанской ССР. Долгие годы Гусейнов был членом редколлегии журнала «Русский язык и литература в азербайджанской школе». Читал спецкурсы по исторической лексикологии, фразеологии и лингвометодическим основам описания русского языка как неродного.
Знаменитые языковеды-русисты - академик В.Л.Имнадзе, академик - Н.М.Шанский, профессора- В.П.Жуков, В.М.Макиенко и другие дали большую оценку трудам Фирудина Гусейнова.

## Жизнедеятельность
Профессор Ф. Г. Гусейнов является автором более 70 научных работ: 
1. Учебника «Русский язык для IX класса азербайджанской школы» (1973) в соавторстве с проф. М. Тагиевым.
2. Монографии «Русская фразеология» (1976),
3. Учебного пособия «Русский язык — словарь-справочник для азербайджанской школы» (1983) в соавторстве с доцентом Ф. Ю. Гусейновой,
4. Учебника «Русский язык для X класса азербайджанской школы» (1995),
5. Программы по русскому языку для I—XI классов азербайджанских школ (1992).
6. Книга профессора Гусейнова «Русская фразеология» в свое время получила высокую оценку на страницах журнала «Русский язык в школе» (№ 6, 1978 г, Москва).[1]
7. Профессор Ф.Г. Гусейнов был научным редактором «Русско-азербайджанского фразеологического словаря»,
8. Членом редколлегии «Большого азербайджанско - русского словаря»,
9. Членом редколлегии журнала «Русский язык и литература в Азербайджане».

## Научные работы
Более 70 научных работ.
- 1973 год - учебник «Русский язык» для IX класса азербайджанских средних школ.
- 1977 год – «Русская фразеология», монография.
- 1983 год – «Словарь русского языка» для азербайджанских школ.
- 1992 год - программа для I-XI классов в азербайджанских школах.
- 1995 год - учебник «Русский язык» для X класса.
- 2000 год - программы по литературе для русских школ.
- 2007 году (посмертно), под редакцией профессора Ф.Г.Гусейнова был выпущен учебный словарь русского языка (около десяти тысяч слов).

## Семейное положение
- Сын и две дочери.